# Diamond Life
Diamond Life – debiutancki album studyjny brytyjskiej grupy muzycznej Sade. W Wielkiej Brytanii wydawnictwo trafiło do sprzedaży 16 lipca 1984 roku (wytwórnia Epic). W Stanach Zjednoczonych premiera albumu odbyła się 23 lutego 1985 roku (Portrait).
Wydanie albumu zostało poprzedzone dwoma singlami „Your Love is King” i „When Am I Going to Make a Living”, który stały się przebojami. Album dotarł do 2. pozycji w Wielkiej Brytanii i pozostawał ponad 6 miesięcy w Top Ten. LP Diamond Life okazał się też wielkim sukcesem w Stanach Zjednoczonych, gdzie dotarł do 5. miejsca. W Holandii, Niemczech Zachodnich, Szwajcarii i Austrii album znalazł się na pierwszej pozycji.
W 1985 roku album zwyciężył w kategorii Best British Album podczas rozdania Brit Awards, wyróżnień brytyjskiego przemysłu fonograficznego.

## Lista utworów
| Nr | Tytuł                              | Muzyka                                                   | Tekst                  | Czas |
| -- | ---------------------------------- | -------------------------------------------------------- | ---------------------- | ---- |
| 1  | „Smooth Operator”                  | Sade Adu, Ray St. John                                   | Sade Adu, Ray St. John | 4:59 |
| 2  | „Your Love is King”                | Sade Adu, Stuart Matthewman                              | Sade Adu               | 3:41 |
| 3  | „Hang On to Your Love”             | Sade Adu, Stuart Matthewman                              | Sade Adu               | 5:54 |
| 4  | „Frankie’s First Affair”           | Sade Adu, Stuart Matthewman                              | Sade Adu               | 4:39 |
| 5  | „When Am I Going to Make a Living” | Sade Adu, Stuart Matthewman                              | Sade Adu               | 3:27 |
| 6  | „Cherry Pie”                       | Sade Adu, Stuart Matthewman, Andrew Hale, Paul S. Denman | Sade Adu               | 6:19 |
| 7  | „Sally”                            | Sade Adu, Stuart Matthewman                              | Sade Adu               | 5:22 |
| 8  | „I Will Be Your Friend”            | Sade Adu, Stuart Matthewman                              | Sade Adu               | 4:43 |
| 9  | „Why Can’t We Live Together”       | Timmy Thomas                                             | Timmy Thomas           | 5:27 |

## Pozycje na listach
| Lista 1984/1985     | Pozycja | Źr.   |
| ------------------- | ------- | ----- |
| Lista austriacka    | 1       | [ 1 ] |
| Lista holenderska   | 1       | [ 2 ] |
| Lista niemiecka     | 1       | [ 2 ] |
| Lista norweska      | 20      | [ 1 ] |
| Lista szwedzka      | 18      | [ 1 ] |
| Lista szwajcarska   | 1       | [ 1 ] |
| UK Albums Chart     | 2       | [ 3 ] |
| USA Billboard 200   | 5       | [ 4 ] |
| USA Top R&B Albums  | 3       | [ 4 ] |
| USA Top Jazz Albums | 5       | [ 4 ] |

## Certyfikaty
| Kraj                  | Certyfikacja        | Sprzedaż  | Źr.    |
| --------------------- | ------------------- | --------- | ------ |
| Australia (ARIA)      | 4 × platynowa płyta | 280 000   | [ 5 ]  |
| Kanada (Music Canada) | 2 × platynowa płyta | 200 000   | [ 6 ]  |
| Francja (SNEP)        | 2 × platynowa płyta | 600 000   | [ 7 ]  |
| Niemcy (BVMI)         | platynowa płyta     | 500 000   | [ 8 ]  |
| Holandia (NVPI)       | platynowa płyta     | 100 000   | [ 9 ]  |
| Wielka Brytania (BPI) | 4 × platynowa płyta | 1 200 000 | [ 10 ] |
| USA (RIAA)            | 4 × platynowa płyta | 4 000 000 | [ 11 ] |